# Operation Flashpoint: Cold War Crisis
Operation Flashpoint: Cold War Crisis – komputerowa gra będąca połączeniem strzelanki pierwszoosobowej oraz symulatora pola walki, wyprodukowana przez Bohemia Interactive Studio i wydana przez Codemasters w 2001 roku. Do gry podstawowej wydano dwa dodatki: Gold Upgrade oraz Resistance.
W 2009 roku Codemasters wydało wyprodukowany przez siebie sequel gry pod tytułem Operation Flashpoint: Dragon Rising. Jednocześnie Bohemia Interactive, wydała w 2006 roku grę ArmA: Armed Assault, a w 2009 roku ArmA 2, będące kontynuacją gry, jednak ze względu na brak praw do nazwy Operation Flashpoint, nie noszą jej. W 2011 roku studio Bohemia wydało odświeżoną wersję gry, Arma: Cold War Assault, zawierającą najnowsze poprawki oraz dodatek Resistance.

## Opis gry
W grze są dostępne cztery tryby gry: kampania, pojedyncza misja, gra wieloosobowa i edytor misji.

## Fabuła
Razem z oddziałem, w roku 1985, gracz znajduje się na grupie fikcyjnych wysp, na których dochodzi do konfliktu amerykańsko-sowieckiego. Gra stawia przed graczem jedną z trzech stron potencjalnego konfliktu Amerykanów, Sowietów oraz partyzantów (FIA).

## Wyspy
- Everon – wyspa, którą zaatakowały wojska Generała Guby. Powierzchnia Everonu wynosi ok. 100 km². Klimat jest umiarkowany, jest duża różnorodność drzew, ale lasy są głównie iglaste. Teren na północy wyspy jest płaski, a na południu górzysty i rozciąga się tam długa dolina. Na Everonie jest dużo wiosek i dwa większe miasteczka - Lamentin i Montignac. Na wyspie znajduje się zamek, który był kryjówką ruchu oporu (FIA). Realnym odpowiednikiem Everonu w realnym świecie jest wyspa Krk w Chorwacji.
- Malden – składa się z dwóch wysp. Na większej, znajdują się miasteczka i wioski, lotnisko, pustynia, kilka pastwisk, na mniejszej zaś znajduje się baza wojsk NATO. Miastami, w których przyjdzie nam walczyć na Malden to m.in. La Pessagne, Larche, Goisse, Lolisse, Houdan, Dourdan, Saint Louis. Malden jest wzorowany na leżącej u wybrzeży Grecji wyspie Leukada.
- Kołgujew – siedziba wojsk ZSRR. Znajdują się tam bazy wojskowe oraz zniszczone wioski i miasta. Nie ma tam żadnych cywilów. Jest to wyspa górzysta, o zimnym klimacie. Porastają ją lasy iglaste. Kształt Kołgujewa jest wzorowany na wyspie Teneryfa. Istnieje również prawdziwa wyspa o tej nazwie, znajduje się ona na Morzu Barentsa.
- Desert Island - jej klimat jest gorący. Jest kształtu wyspy, która jest na wschód od Malden. Jest bardzo mała, mało górzysta, całkowicie pustynna.

## Postacie
Bohaterowie kampanii
David Armstrong - członek oddziałów amerykańskiej piechoty, początkowo zwykły żołnierz, z czasem zostaje dowódcą własnego oddziału. To właśnie on będzie pierwszą postacią którą pokieruje gracz w trybie kampanii, również najwięcej misji opisuje jego losy.
Robert Hammer - czarnoskóry dowódca czołgu, nowicjusz, początkowo również prowadzi jedynie swój pojazd, by z czasem stać się osobą dowodzącą czterema maszynami.
James Gastovski - członek oddziałów specjalnych, niemłody i doświadczony żołnierz. Przyjaciel pułkownika Blake'a. Gdy rozpoczyna się akcja gry, Gastovski jest już na emeryturze, jednak na prośbę starego druha wraca do akcji. Bardzo dobrze zna język rosyjski, co wielce przydaje mu się w ostatniej misji - bowiem właśnie nim gracz kieruje w finałowej części gry.
Sam Nichols - pilot, latający zwykle na śmigłowcach, jedynie w jednej misji zasiada za sterami samolotu A-10 Thunderbolt. Podczas wspomnianej misji zostaje zestrzelony i wzięty do niewoli przez Sowietów, ale udaje mu się uciec. Po tym już go nie spotykamy, gdyż po tym wydarzeniu odchodzi na zwolnienie.
Pierwsi trzej bohaterowie prowadzą pamiętniki, zaś Nichols pisze listy do swojej dziewczyny. Wszystkie te zapiski można poczytać między misjami, wraz z odprawą.
Pozostałe postacie
Generał Guba - zbuntowany wobec pierestrojki radziecki dowódca. Poprzez atak na archipelag Malden usiłuje zdobyć reputację, która umożliwiłaby mu odebranie władzy na Kremlu z rąk Gorbaczowa. Sprawia wrażenie człowieka szalonego, zaślepionego ambicją i ideałami, aczkolwiek niepozbawionego inteligencji i talentu strategicznego, czego świadectwem są spore sukcesy dowodzonych przez niego oddziałów.
Pułkownik Blake - głównodowodzący sił NATO na archipelagu. Jest człowiekiem spokojnym, opanowanym, rozważnym, zdającym sobie sprawę z odpowiedzialności spoczywającej na jego barkach. Przyjaciel Jamesa Gastovskiego. Nazwisko dowódcy może być nawiązaniem do filmu i serialu M*A*S*H, gdzie również pojawia się postać pułkownika Blake'a.
Slava - jeden z oficerów partyzantki na Everonie. Bohater spotyka go po tym jak oddział Slavy odbija Davida Armstronga z krótkiej niewoli u Rosjan. Sowieci zamordowali jego żonę i syna oraz spalili mu dom. Pomaga Armstrongowi wydostać się z Everonu. Ginie w jednej z akcji, a o jego śmierci gracz dowiaduje się od dowódcy ruchu oporu.